# 圣贝纳迪诺山谷

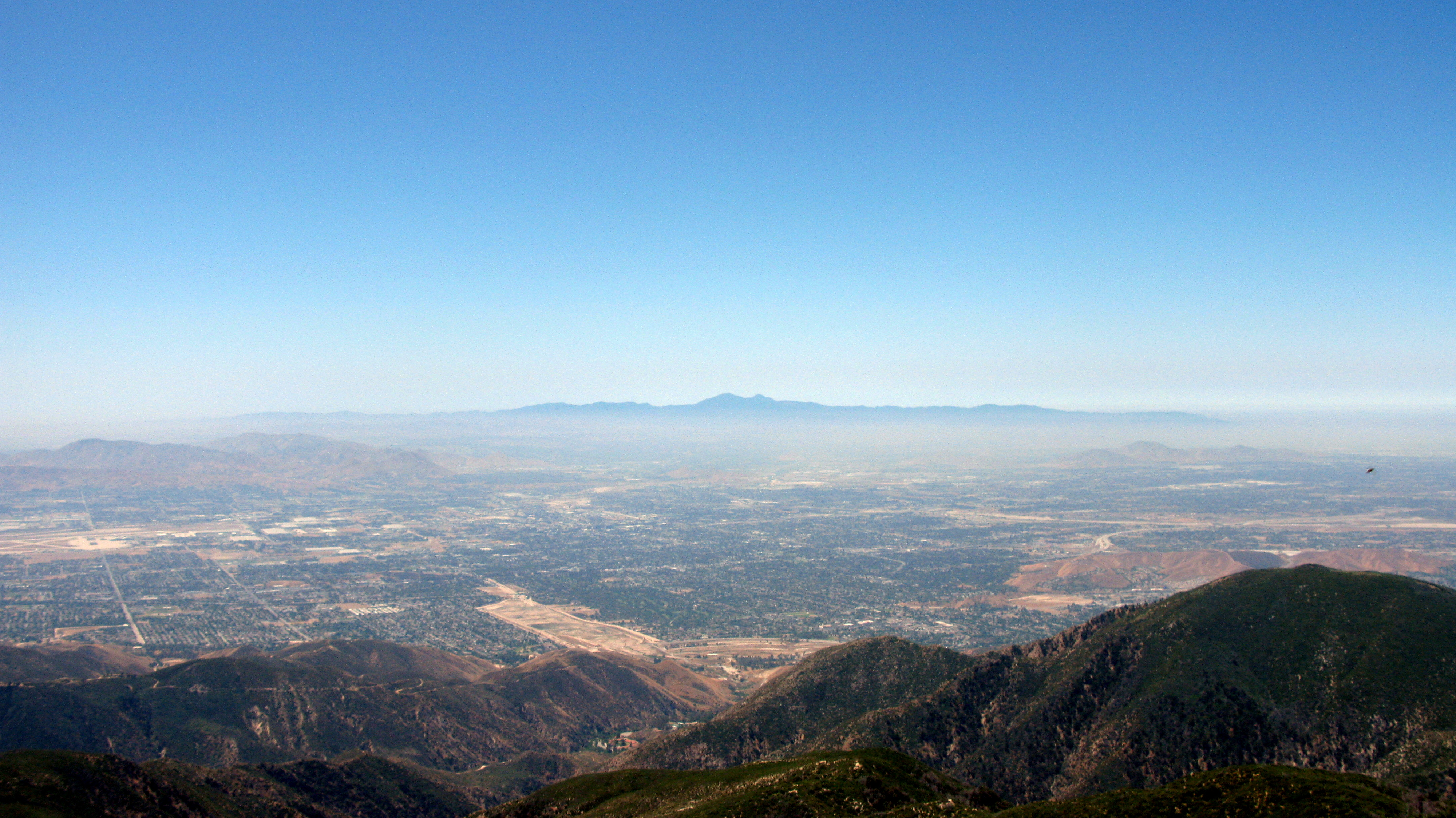
圣贝纳迪诺谷

圣贝纳迪诺山谷（西班牙語： Valle de San Bernardino) 是南加利福尼亚州的一个山谷，位于横断山系的南端。其东北部的圣盖博山脉与圣贝纳迪诺山脉相邻；东靠圣哈辛托山脉；南邻泰梅斯卡尔山脉和圣安娜山脉；西边是波莫纳山谷。    其海拔从奇诺附近的180米（540英尺），逐渐增加到圣贝纳迪诺和雷德兰兹附近的420米（1380英尺）。山谷底部居住着内陆帝国地区 80%以上的人口。 

## 历史
圣贝纳迪诺山谷最初的定居者是加利福尼亚原住民，包括塞拉诺、卡威拉和东瓦等部落。这些原住民的遗产包括莫哈韦小径，一条从科罗拉多河上的莫哈韦村庄开始的贸易路线，沿着一座座泉眼穿越莫哈韦沙漠，然后沿着莫哈韦河逆流而上，从圣贝纳迪诺山脉的纪念碑峰山坡进入山谷。
1810 年，西班牙传教士在山谷中建立了波利塔纳牧场，这是圣盖博阿尔坎格尔传教区的第一个牧场。这座牧场的主要作用是牧牛，也是为了将塞拉诺人和卡威亚人转化为传教印第安人。在牧场于起义中被摧毁后，原址于 1830 年重新建立了圣贝纳迪诺牧场，这里现在成为了雷德兰兹的加州历史地标和博物馆。
从1829年开始，一条名为古老西班牙小径的贸易路线建成，它由新墨西哥州到上加利福尼亚州，并从克劳德峡谷和卡洪山口的下峡谷进入山谷。
1841 年，上加利福尼亚州州长胡安·B·阿尔瓦拉多将部分土地租借给了何塞·德尔·卡门·卢戈、何塞·玛丽亚·卢戈、文森特·卢戈 和他们的堂兄何塞·迭戈·塞普尔维达 。这其中包括了圣贝纳迪诺牧场 和圣贝纳迪诺山谷的绝大部分，还有牧场中所有原有的建筑物：小教堂、瓷砖窑、石灰窑和磨粉机。
通过提供土地的方式，何塞·玛丽亚·卢戈说服了一群来自<a href="./%E6%96%B0%E5%A2%A8%E8%A5%BF%E5%93%A5%E5%B7%9E" rel="mw:WikiLink" data-linkid="undefined" data-cx="{&amp;quot;userAdded&amp;quot;:true,&amp;quot;adapted&amp;quot;:true}">新墨西哥州</a>阿比奎的定居者在他位于波利塔尼亚的牧场定居，并让他们抵御印第安人的袭击和掠夺南加州牧场群的不法分子。 1842 年，这些移民首先定居在圣贝纳迪诺牧场。唐·洛伦佐·特鲁希略将第一批来自新墨西哥州的定居者带到了卢戈斯人提供的土地上，这片土地位于印第安人的拉波利塔纳村以南约半英里处。后来他们搬到了圣安娜河南侧的一个名为“La Placita de los Trujillos”的新村庄，后来被称为洛杉矶诞生之地 。

在美国赢得了美墨战争的加利福尼亚战役后，1847 年摩门教营的士兵作为该地区的美国定居者定居下来。1851 年，卢戈家族将圣贝纳迪诺牧场卖给了一队由大卫·西利上尉（后来的第一任支联会主席）、杰斐逊·亨特上尉和安德鲁·莱特尔上尉领导的近 500 名的耶稣基督后期圣徒教会（摩门教）成员，这其中还包括传道者阿马萨·M·莱曼和查尔斯·C·里奇 。

## 地理
圣贝纳迪诺山谷被来自北部、东部和南部山脉的急流切断，它们最终共同流入圣安娜河，从里弗赛德和奥兰治县流入太平洋。山谷自身也作为桥梁打通了多个开放空间的自然区、山脉和山谷。山谷周围环绕着多处自然保护区、国家森林和休闲区。许多人穿越山谷，在克雷斯特莱恩、阿羅黑德湖村和大貝爾城的山区度假胜地进行各种户外山地运动，包括滑雪、徒步旅行、骑自行车和乘热气球。
圣贝纳迪诺山谷曾经为美国 66 号公路穿过，现在仍有两条州际公路途径这里。 15 号州际公路从南部进入山谷，然后在北部越过卡洪山口进入莫哈韦沙漠。 10 号州际公路从西边的波莫纳进入山谷，从东边的圣戈尔戈尼奥山口离开，到达科罗拉多沙漠和科切拉山谷。

### 地质环境
圣贝纳迪诺山谷涵括了圣安娜河的两个流域盆地之一，即内陆圣安娜盆地。 在这个将多余雨水带出山谷的流域表面之下，是几个大型的地下水亚盆地，通过上方佩里斯地块的不透水花岗岩来在地下含水层中蓄水。特定的地下水子流域包括：奇诺、里亚托-科尔顿、里弗赛德-阿灵顿、圣贝纳迪诺（邦克山）、尤卡帕和圣蒂莫特奥。 圣贝纳迪诺盆地（邦克山盆地）的东北部是圣贝纳迪诺山脉，西北是圣加布里埃尔山脉，西南是圣蒂莫特奥荒地，东南部是克拉夫顿山。  
圣安德烈亚斯断层和圣哈辛托断层带分别沿圣贝纳迪诺山脉和圣哈辛托山脉进入山谷。两条断层线在圣贝纳迪诺市收敛到小于10千米，而在盆地西北部的卡洪山口附近甚至不到 3公里。  

### 城市和社区
- 布卢明顿
- 奇诺
- 奇诺岗
- 科尔顿
- 德沃尔
- 丰塔纳
- 大露台
- 高地
- 洛马琳达
- 马斯科伊
- 橡树峡谷
- 安大略
- 蘭喬庫卡蒙加
- 雷德兰兹
- 里阿尔托
- 圣贝纳迪诺
- 尤凯帕

## 气候
圣贝纳迪诺山谷属地中海气候，冬季寒冷潮湿，夏季干燥炎热。通常，210 号州际公路以北和 215 号州际公路以东的地区冬季天气较冷，偶尔会下雪。沿洗地和高地地区，鼠尾草灌木和丝兰植物为这片地区的主要自然植被，它们与海拔 600 至 700 米的灌木丛相交互生。其他的自然植被种类包括草原、河岸林地和硬木混交林，它们与北部和东部山区的山谷相接。  圣塔安娜风从卡宏章克申吹入山谷，又从圣盖博和圣贝纳迪诺山脉之间的山谷北端吹出。在圣贝纳迪诺地区，圣塔安娜风的季节性非常显著，在秋季的几个月里，温暖干燥的空气有时会通过附近的卡洪山口，这种现象显着增加了山麓、峡谷和山区社区的野火隐患，而寒冷潮湿的冬季和干燥的夏季的循环更加重了这种隐患。
| 月          | 一月 | 二月 | 三月 | 四月 | 五月 | 六月 | 七月 | 八月 | 九月 | 十月 | 十一月 | 十二月 | 年平均 |
| ----------- | ---- | ---- | ---- | ---- | ---- | ---- | ---- | ---- | ---- | ---- | ------ | ------ | ------ |
| 平均高温 °F | 70   | 71   | 74   | 79   | 85   | 95   | 102  | 103  | 100  | 86   | 78     | 70     | 84     |
| 平均低温°F  | 42   | 43   | 45   | 50   | 55   | 59   | 64   | 65   | 64   | 58   | 49     | 43     | 52     |

## 当地景点
位于圣贝纳迪诺市中心的 66 号公路会合点的加州最大的古典车展每年吸引世界各地大约 50 万人前来观看。 圣贝纳迪诺山脉虽然不在山谷中，但随着越来越多的人前往当地度假村，大量游客也被吸引前往山谷。该地区著名的滑雪胜地是大熊，其他著名山地旅游景点有箭头湖、大熊湖和克雷斯特莱恩。
山谷周围的国家森林有克利夫兰国家森林和圣贝纳迪诺国家森林。 

## 交通

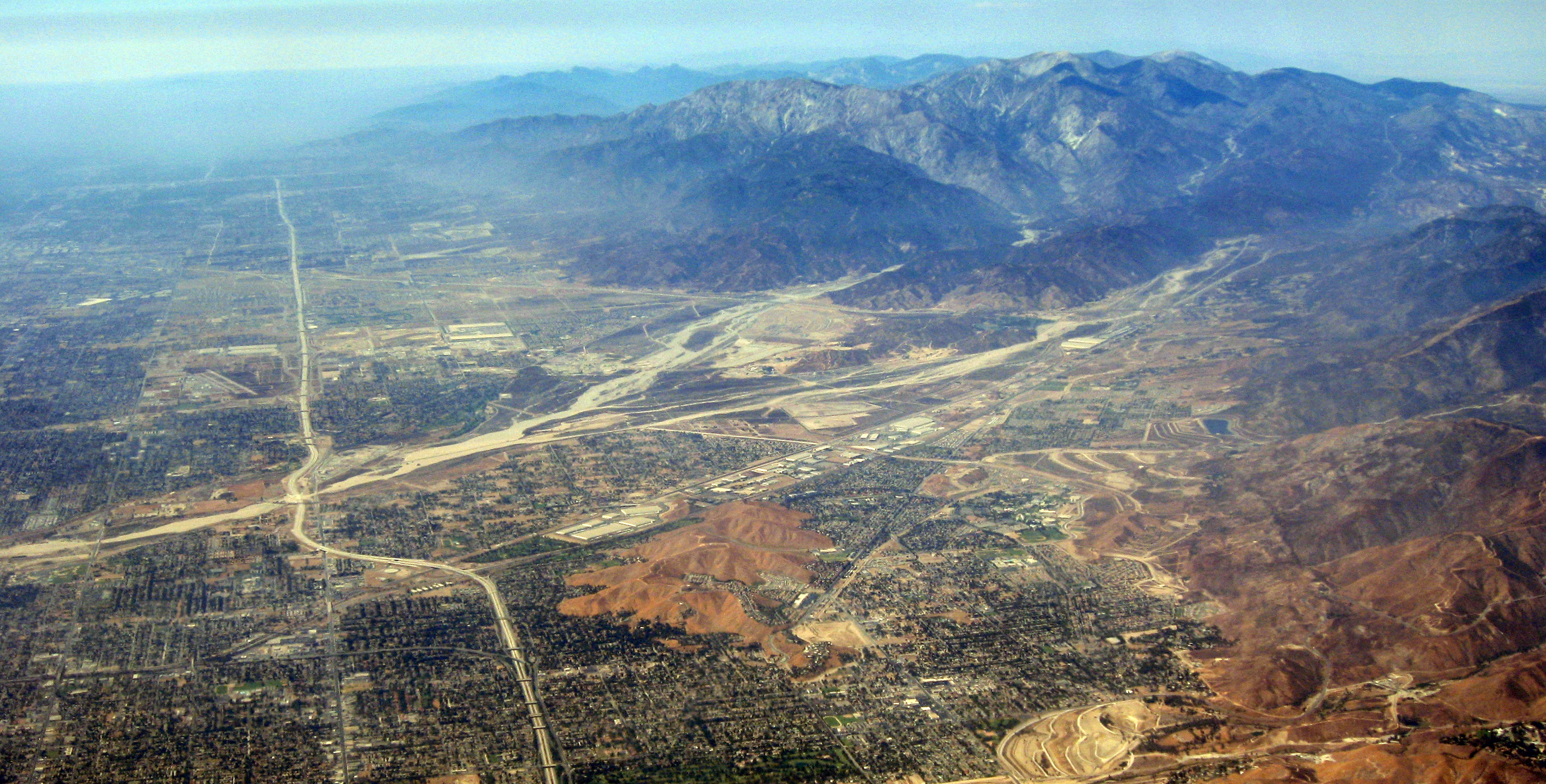
圣加布里埃尔和圣贝纳迪诺山脉的交界处。 I-210 （山麓高速公路）平行于山脉， I-215则与Cajon Pass相交。

尽管这里的大量城镇被称作“卧室社区”，大量居民到附近的洛杉矶或奥兰治县工作，但圣贝纳迪诺谷仍是该州和国家的重要交通中心。位于洛杉矶港和长滩港以东约 70 英里处，大部分运往该国其他地区的货物以及运往世界各地的物品都需要经过该山谷，其中大部分经由火车或卡车运输。Union Pacific和BNSF都有穿过山谷的轨道。此外，BNSF 在圣贝纳迪诺也设有多式联运设施。两条主要的州际公路及其辅助公路穿过山谷，而山谷以北山区的社区也有几条州际公路服务。公共交通火车和公共汽车都在山谷中运行。此外，通过两个商业国际机场以及几个通用航空机场可以进行货物和人员的空中运输。大圣贝纳迪诺地区以及内陆帝国的其他地区被福布斯杂志评为美国最不健康的通勤地区之一。 

### 大众运输
虽然大多的山谷居民有自己的汽车，这里也有多种可选的公共交通方式。大圣贝纳迪诺地区最大的巴士公司是Omnitrans ，它几乎覆盖了整个山谷。  Omni 线路还与Foothill Transit和Riverside Transit Agency的巴士线路交汇，提供与河滨县和洛杉矶县的连接。 南加州都会铁路的圣贝纳迪诺线和内陆帝国-奥兰治县线也在该地区提供服务。这些线路通往洛杉矶和圣迭戈都会区。

### 铁路
联合太平洋(UP) 和BNSF是山谷中的两条主要铁路。两者都在山谷中覆盖广阔的地区，是国家货物流动的重要区域。 UP 轨道从南部沿 Colton/Grand Terrace 的 BNSF 轨道进入山谷，并继续向北直到科尔顿十字路口，最终转向东方。南太平洋轨道曾经是联合太平洋的第二套轨道。这些轨道从西部穿过安大略进入山谷，沿着I-10一直到洛马琳达，在那里转向并离开山谷向东南方向进发。 BNSF 轨道也从南部通过 Colton/Grand Terrace 进入山谷，但在 Colton Crossing 继续向北，然后进入多式联运和汽车转运场，在那里向东转约一英里，并再次北转，沿着 I-215 行驶，直到在德沃尔与 I-15 相遇，通过 Cajon Pass 离开山谷。联合太平洋也有一条通过山口离开山谷的线路。位于科尔顿的科尔顿十字路口是两家公司的轨道交叉点。

### 机场

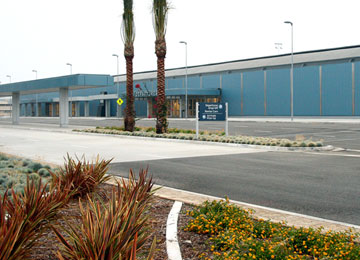
新圣贝纳迪诺国际机场航站楼

虽然圣贝纳迪诺谷有许多通用航空机场，这个地区主要的商业机场只有两座。
| 机场               | 国际航空运输协会代码 | 国际民航组织代码 | 县         |
| ------------------ | -------------------- | ---------------- | ---------- |
| 安大略国际机场     | ONT                  | KONT             | 圣贝纳迪诺 |
| 圣贝纳迪诺国际机场 | SBD                  | KSBD             | 圣贝纳迪诺 |